# Glen Class
Die (Dublin bay) Glen Class ist eine Einheitsklasse (Werftklasse) von Segelbooten aus Holz mit festem Kiel (Langkieler). Sie werden im Regattabetrieb von 3 bis 4 Seglern gesegelt und verdrängen ca. 1,9 t.

## Geschichte
Bei den Booten der Glen Class handelt es sich um eine Einheitsklasse, die auf der Glen-Werft in Bangor, Nordirland gebaut wurden. Konstruiert wurden die kleinen Seekreuzer mit Langkiel, Yachtheck und Löffelbug Ende der 1940er Jahre vom renommierten schottischen Yachtdesigner Alfred Mylne. Insgesamt wurden ca. 39 Boote gebaut, die meisten davon in den 1950er Jahren. Aktuell besteht die Flotte in der Dublin Bay aus 14 Booten.